# ミニボックスEシリーズ
ミニボックスEシリーズは、イタリアの模型メーカー、ESCI（エッシー）が製造していた1/72スケールの戦車などのAFVの模型をハセガワが輸入し、自社のミニボックスシリーズの一部として販売していたシリーズである。

## 概要
ハセガワは1973年より、1/72スケールのミニAFVモデルをミニボックスシリーズとして販売していたが、当時ミニAFVモデルはイギリスのエアフィックスの採用した1/76スケールが主流であり、日本国内でもフジミ模型や日東科学が1/76でのシリーズ展開を行っていた。そこで、ハセガワは1/72スケールの普及を図るため、同時期に1/72スケールミニAFVを製造していたエッシーの製品を輸入し、1976年よりミニボックスEシリーズとして販売を行った。価格はハセガワ製ミニボックスシリーズの200円に対しEシリーズは300円であり、国産キットよりは若干高価ではあったが、輸入品としては低い価格に抑えられていた。パッケージデザインはハセガワ製ミニボックスシリーズや、当時のエッシーのパッケージとも異なる、ホワイトパッケージを採用していた。ハセガワは最終的に当時の自社製ミニボックスシリーズの製品数を上回る、45点の製品をミニボックスEシリーズとして販売したが、1978年にエッシーとの提携は終了し、「ミニボックスEシリーズ」というシリーズ名は消滅した。

## オリジナルキット
ミニボックスEシリーズの元となったキットは、エッシーが1973年頃に生産を始めたもので、1986年にシリーズが一旦終了するまでに、73点のキットが発売されている。エッシーがアメリカのアーテル(ERTL)に買収された後の1987年に、エッシー/アーテルのブランドでシリーズの構成を一新して再スタートし、1990年までに旧キットの再発売品を含めて75点のキットが発売された。ただし、一部の製品は旧シリーズの製品番号のまま販売が継続され、新シリーズへの移行は行われていない。1992年以降新シリーズのキットも多くが絶版となったが、一部のキットは1990年代一杯生産が継続されている。新シリーズへの移行に際し、旧シリーズの戦車キットの多くはキャタピラがポリ製のベルト式からプラスチック製の組み立て式に変更された。これは当時のミニAFVキットの弱点であったキャタピラの実感の無さを解消するための改良であり新シリーズの売りの1つでもあったが、直線部分は一体、曲線部分は1枚ずつバラで成形されていたため、1枚の大きさが小さいこともあって曲線部分が滑らかに繋がるように組み立てるのは難しく、また新金型にもかかわらずモールドがベルト式当時と殆ど変わらないなど中途半端な面も見られた。パッケージは旧シリーズの初期はホワイトパッケージ仕様であったが、程なく通常の背景付のボックスアートで側面の赤が印象的なものに変更された。新シリーズのボックスアートはホワイトパッケージ風の白バックとなったが、側面の赤は残されている。1990年代後半まで生産が継続されたものは、再度パッケージが一新された。金型はハセガワから国内販売されていた当時は日本、後に韓国で作られていた。

## 問題点
本シリーズの問題点は、他社製の大型（主に1/35）のキットと類似した製品が多い点にある。特に初期のキットの多くはタミヤ、イタレリ、マックス模型の製品と同一の車種をモデル化しており、さらにバンダイ、ニットー、モノグラム等も考慮に入れると初期のキットの殆どは他社からキットが発売されている。
もちろん、モデル化されているのはメジャーな車両が多いので、他社からキットが出ていること自体は不思議ではないが、問題なのは元とされるキットがかなり特殊なタイプをモデル化しているのに、それと同じタイプだったり、外形的な特徴や細部が実車より既存のキットの方に似ているキットが多い点にある。例えばドイツの装甲ハーフトラックのSd.Kfz.251は、基本となる車体にもバリエーションが多いのが特徴であるが、エッシーは当時タミヤが1/35でモデル化していたのと同一の、C型でリベットを多用したタイプという全体的に見るとかなりマイナーなタイプをモデル化している。これらの点から、多くのキットの設計に際し資料の一部として他社製のキットを使用していたことは間違いない。また付属している兵士のフィギュアも、元キットと極めて似たプロポーションでスケールダウンされていた。サイズが違い、部品分割も大きく異なるものをコピーと呼ぶかどうかについては異論もあるが、少なくともタミヤは本シリーズの多くを自社製品のコピーと認識している。

## 他ブランドでの販売
上記のような問題点はあるものの、エッシー製のキットは当時としては出来が良かったため、ミニボックスEシリーズ以外にも以下に示すように多くのメーカーが自社ブランドあるいは自社製パッケージでの販売を行っている。
- AHM（アメリカ）

1970年代前半にドイツ車両を中心に初期の製品7点を米国内で発売。
- ドイツレベル（ドイツ）

1976～81年にエッシーブランド以外では最多の65点を発売。ボックスアートは独自のものを使用した。
- オーロラ（アメリカ）

倒産直前の1977年に30点を米国内で発売。
- アーテル（アメリカ）

エッシー買収以前の1982～84年に14点を米国内で発売。
- ハンブロール（イギリス）

1980年代に10点を販売。ボックスアートにはキットの完成品写真を使用していた。
- AMT/アーテル（アメリカ）

アーテルの持つもう一つのプラモデルブランドであるAMTから1989～90年に現用車両を中心に10点を発売。
- グンゼ産業（現・GSIクレオス）（日本）

1989～93年に24点を発売。パッケージデザインはエッシー/アーテル版に準じるが、側面の赤を白に変更しているため印象は異なる。

## 現状
アーテルは1990年代末に飛行機や戦車等のスケールモデルの生産・販売から撤退し、旧エッシー製も含め所有するスケールモデルの金型の大半をイタレリに売却した。ミニAFVの金型もイタリアへの里帰りを果たすことになった。イタレリは2001年より旧エッシー製1/72AFVキットの自社ブランドでの再発売を開始したが、イタレリの日本市場向け代理店であるタミヤは前述の理由により本シリーズの取り扱いを拒否したため、発売後しばらくは正規輸入が行われない状態が続いた。その後イタレリが併合したイタリアの模型メーカー、プロターの日本現地法人がタミヤの承認を得た上で輸入を行ったが、2006年7月にプロタージャパンも廃業したため、2010年現在日本国内での流通は限定的なものとなっている。